# Otto G. Foelker

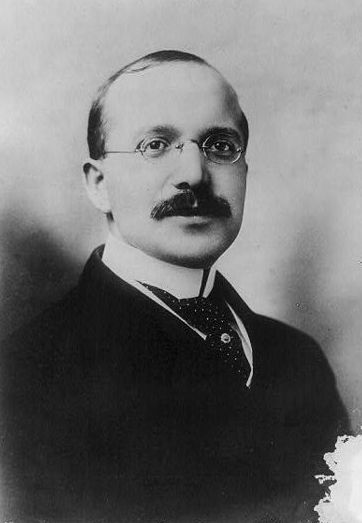
Otto G. Foelker

Otto Godfrey Foelker (* 29. Dezember 1875 in Mainz, Deutsches Reich; † 18. Januar 1943 in Oakland, Kalifornien) war ein US-amerikanischer Jurist und Politiker. Zwischen 1908 und 1911 vertrat er den Bundesstaat New York im US-Repräsentantenhaus.

## Werdegang
Die Familie Foelker wanderte 1888 in die Vereinigten Staaten ein und ließ sich in Troy (New York) nieder. Otto Godfrey Foelker besuchte dort öffentliche Schulen. Er zog dann im Dezember 1895 nach Brooklyn. Foelker studierte Jura an der New York Law School. Nach dem Erhalt seiner Zulassung als Anwalt 1908 begann er in Brooklyn zu praktizieren. Er saß in den Jahren 1905 und 1906 in der New York State Assembly und in den Jahren 1907 und 1908 im Senat von New York. Politisch gehörte er der Republikanischen Partei an. Er wurde am 3. November 1908 im dritten Wahlbezirk von New York in das US-Repräsentantenhaus in Washington, D.C. gewählt, um dort die Vakanz zu füllen, die durch den Tod von Charles T. Dunwell entstand. Er wurde für eine volle Amtszeit in das US-Repräsentantenhaus wiedergewählt, verzichtete allerdings im Jahr 1910 auf eine erneute Kandidatur und schied nach dem 3. März 1911 aus dem Kongress aus. Danach zog er nach Kalifornien, wo er in Oakland wieder als Anwalt tätig war. Er starb dort am 18. Januar 1943 und wurde auf dem Evergreen Cemetery beigesetzt.